# Harald Roth (Historiker)

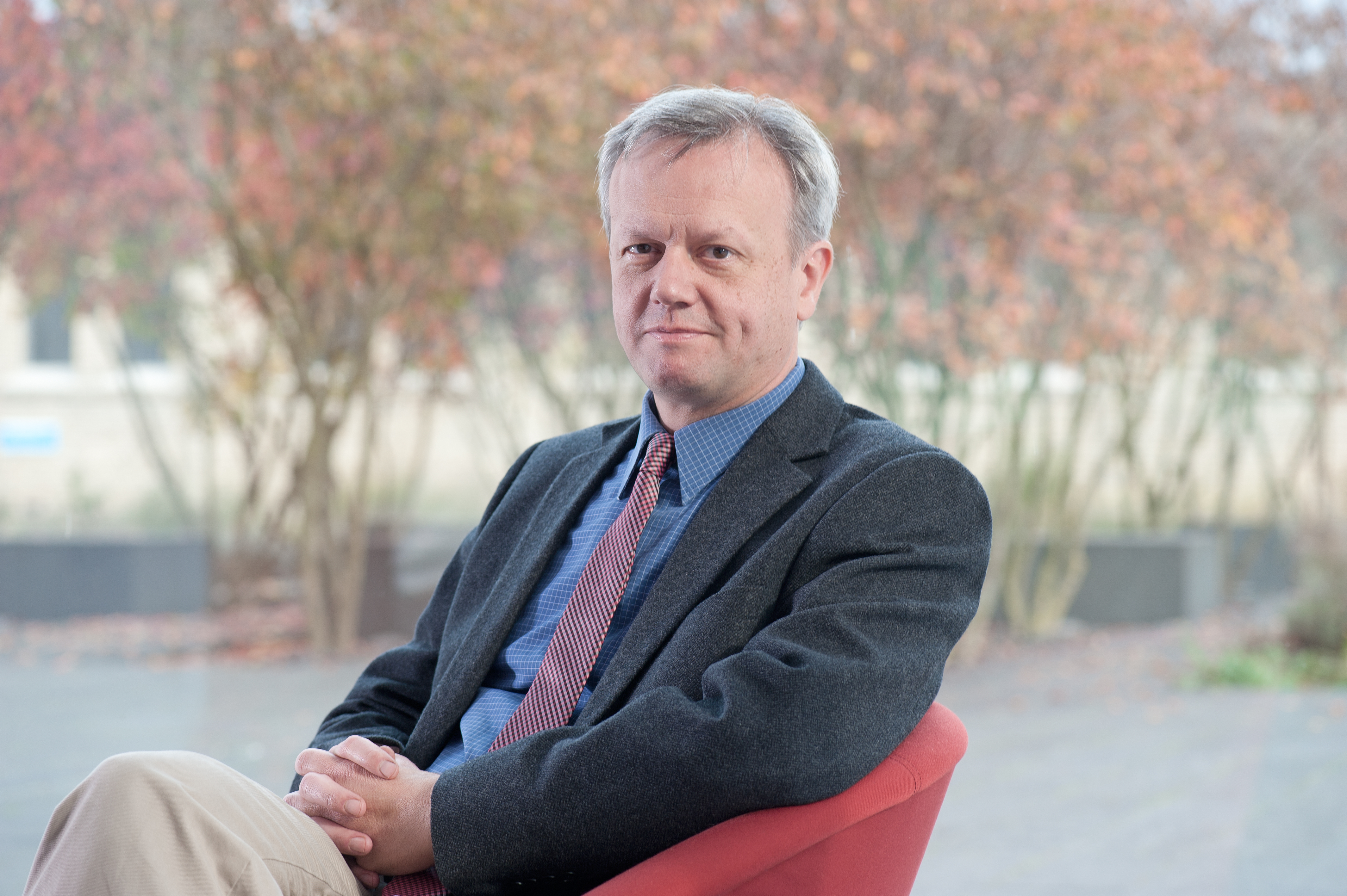

Harald Roth (* 24. Juni 1965 in Schäßburg, Siebenbürgen) ist ein deutscher Osteuropahistoriker.

## Leben
Roth wuchs in Kronstadt auf. Nach dem Abitur am Asam-Gymnasium München studierte er Geschichte in München, Freiburg, Heidelberg und Seattle (Washington, USA). Er wurde 1994 bei Horst Glassl im Fachbereich Geschichtswissenschaften der Ludwig-Maximilians-Universität München zum Dr. phil. promoviert.
Von 1993 an war er Geschäftsführer des Siebenbürgen-Instituts in Gundelsheim/Neckar, nach dessen Anbindung an die Universität Heidelberg 2003 bis 2007 dessen wissenschaftlicher Leiter. 2007/2008 wechselte Roth ans Südost-Institut (heute Institut für Ost- und Südosteuropaforschung) in Regensburg. 2008 wurde er Referent für Südosteuropa und Geschichte am Deutschen Kulturforum östliches Europa in Potsdam. Seit 2013 ist er dessen Direktor.
Roths wissenschaftliche Schwerpunkte liegen auf der frühneuzeitlichen und neueren Geschichte des Donau-Karpaten-Raumes, u. a. auf der Stadtgeschichte, mit regionalem Fokus auf Ungarn und Siebenbürgen. Er ist Vorsitzender des  Arbeitskreises für Siebenbürgische Landeskunde. Darüber hinaus ist er Mitglied im Wissenschaftlichen Beirat des Brukenthalmuseums Hermannstadt sowie in den Redaktionsgremien Beiräten (boards) von Historia urbana (Städtegeschichtekommission der Rumänischen Akademie, Hermannstadt), des Ungarn-Jahrbuchs (Ungarisches Institut Regensburg), der Spiegelungen (IKGS München) und von Habsburg (H-Net).

## Auszeichnungen
- 1991: Ernst-Habermann-Preis[3]
- 1995: Georg Dehio-Förderungspreis der Künstlergilde Esslingen
- 2011: Ehrenbürger der Stadt Kronstadt[4]

## Schriften (Auswahl)
- Der Deutsch-Sächsische Nationalrat für Siebenbürgen 1918, 1919 (= Veröffentlichungen des Südostdeutschen Kulturwerks. Reihe B, Wissenschaftliche Arbeiten. Band 63). Südostdeutsches Kulturwerk. München 1993, ISBN 3-88356-068-5.
- Politische Strukturen und Strömungen bei den Siebenbürger Sachsen 1919–1933 (= Studia Transylvanica. Band 22). Böhlau, Köln u. a. 1994, ISBN 3-412-09294-0.
- als Hrsg.: Kronstadt. Eine siebenbürgische Stadtgeschichte. München 1999.
- als Hrsg.: Geschichte Ostmittel- und Südosteuropas (=Studienhandbuch Östliches Europa. Band 1). Böhlau, Köln u. a. 2009, ISBN 978-3-8252-3167-5.
- Kleine Geschichte Siebenbürgens. Böhlau, Köln/Weimar/Wien 1996, ISBN 3-412-16295-7. (4. Auflage, 2012); ungarische (1999/2009) und rumänische Übersetzung (2006)
- Hermannstadt. Kleine Geschichte einer Stadt in Siebenbürgen. Böhlau, Köln u. a. 1997, ISBN 978-3-412-05106-8.
- Kronstadt in Siebenbürgen. Eine kleine Stadtgeschichte. Böhlau, Köln u. a. 2010, ISBN 978-3-412-20602-4.
- mit Konrad Gündisch: Fünfkirchen, Pécs. Geschichte einer europäischen Kulturhauptstadt. Böhlau, Wien u. a. 2010, ISBN 978-3-205-78438-8.
- als Hrsg.: Schriftsteller-Lexikon der Siebenbürger Deutschen. Bio-bibliographisches Handbuch für Wissenschaft, Dichtung und Publizistik. Band X. Böhlau, Köln u. a. 2012, ISBN 978-3-412-20758-8